# Unione Sportiva Carrarese 1964-1965
Questa voce raccoglie le informazioni riguardanti l'Unione Sportiva Carrarese nelle competizioni ufficiali della stagione 1964-1965.

## Rosa
| N. |                   | Ruolo | Calciatore          |
| -- | ----------------- | ----- | ------------------- |
|    | Italia (bandiera) | C     | Michele Benedetto   |
|    | Italia (bandiera) |       | Paolo Bergamo       |
|    | Italia (bandiera) |       | Adelmo Bocchini     |
|    | Italia (bandiera) | D     | Franco Carminati    |
|    | Italia (bandiera) | A     | Mario Cartasegna    |
|    | Italia (bandiera) | A     | Nazareno Dal Balcon |
|    | Italia (bandiera) | C     | Franco Dal Maso     |
|    | Italia (bandiera) | P     | Luigi Ferrero       |
|    | Italia (bandiera) | P     | Valerio Ficagna     |

| N. |                   | Ruolo | Calciatore          |
| -- | ----------------- | ----- | ------------------- |
|    | Italia (bandiera) | C     | Alberto Lori        |
|    | Italia (bandiera) | C     | Roberto Manini      |
|    | Italia (bandiera) |       | Mariani             |
|    | Italia (bandiera) | A     | Giordano Mattavelli |
|    | Italia (bandiera) | C     | Ilvo Nadali         |
|    | Italia (bandiera) | C     | Antonino Nicco      |
|    | Italia (bandiera) | D     | Rocco Panio         |
|    | Italia (bandiera) | D     | Sergio Petrelli     |
|    | Italia (bandiera) | D     | Carlo Scazzola      |